# Галлвар Деволл
Галлвар Офуус Деволл (норв. Hallvard Ophuus Devold; 8 листопада 1898 — 10 вересня 1957) — норвезький трапер, метеоролог, мандрівник. У 1931 році він окупував територію на сході Гренландії, де згодом була заснована колонія Земля Еріка Рудого.

## Біографія
У 1920 році закінчив Університет в Осло. У 1920—1922 роках працював помічником метеоролога в обсерваторії Гальдде в Альті. Влітку 1922 року він уперше здійснив подорож до Арктики як технік із видобутку вугілля на Шпіцбергені .
Наступної зими відвідував курси радіотелеграфії, а навесні 1923 року директор Геофізичного інституту найняв його помічником метеоролога і радіотелеграфіста на Квадгюкен (норв. Kvadehuken, нід. Quade Hoek), приблизно за 1 милю на захід від Кінґз-Бей (Kings Bay), разом з його братом Фіном Деволлом і Сверре Стремом. Галвард залишався на Квадгюкені до жовтня 1924 року, коли станцію закрили з фінансових причин.
У 1925–26 роках Галвар Деволл був керівником норвезької метеорологічної станції на Ян-Маєні. У той час острів вважали нічийною землею, але його анексували за дорученням Норвезького метеорологічного інституту та розмістили навколо острова деякі знаки. На знаках було написано: «Власність Норвезького метеорологічного інституту». Це заклало основу для надання Норвегії права на острів Ян-Маєн у 1928 році. Острів перейшов під суверенітет Норвегії королівським указом від 8 травня 1929 року і став частиною королівства 27 лютого 1930 року .

### Східна Гренландія
Деволл допоміг здійснити план окупації Східної Гренландії, який розробили геолог Адольф Гоель і юрист Густав Смедал. Він очолював експедицію, яка 27 червня 1931 року підняла норвезький прапор у Міггбукті та анексувала частину східної Гренландії під назвою Земля Еріка Рудого . Після встановлення прапора Деволл надіслав таку телеграму, щоб оголосити окупацію:
«У присутності Ейліва Гердала, Тура Галле, Інгвалла Стрема та Серена Ріхтера сьогодні в затоці Мігг піднято норвезький прапор, а земля між Карлсберг-фіордом на півдні та Бессельфіордом на півночі була захоплена в ім'я Його Величності короля Гокона. Ми назвали цю країну Землею Еріка Рудого».
Телеграму відправили в Афтенпостен, Дагбладет і Тіденс Тегн того ж дня. Через два дні було повідомлено уряд. План Гоеля і Смедала був успішним, і уряд був змушений підтримати приватну окупацію. Данія опротестувала і подала справу до Міжнародного суду в Гаазі, де Норвегія програла справу за всіма пунктами навесні 1933 року. Губернатором завойованої території був Гельге Інгстад, і до прибуття Інгстада Деволл доглядав за окупованими землями .

### Антарктида
Галвар Деволл брав участь разом із відомим лижником Олавом К'єлботном під час експедиції капітана Яльмара Рісера-Ларсена до Антарктиди в 1933 році. Одразу після вивантаження багажу експедиції на крижину лід скрес і учасники експедиції з чотирма собаками опинилися на дрейфуючій кризі. Після відправки сигналу SOS їх врятували через кілька днів.
Під час Другої світової війни Деволл пішов добровольцем на військову службу навесні 1940 року і брав участь як солдат союзників в Іноземному легіоні під час битви за Нарвік. З 1951 по 1957 роки відповідав за коптильню оселедців у Гофарнесі на північ від Копервіка.
Є автором книги «Polarliv» (Полярне життя), опублікованої в 1940 році.
Похований на цвинтарі церкви Копервік на острові Кармой у Ругаланді.